# Kardos Magda (színművész)
Kardos Magda (1927. január 6. – 2003.) magyar színésznő.

## Pályafutása
Gyermekszínészként kezdte, már hároméves korától szerepelt különböző fővárosi gyermekszínházakban. Filmen 1944-ben táncosként, színházban 1946-ban debütált. Főszerepeket játszott a Fővárosi Operett Színházban, ahol -többek között- Honthy Hanna, a három 'Latabár', Csikós Rózsi, Kiss Manyi, Maleczky Oszkár, Gózon Gyula, Rátonyi Róbert partnere lehetett.
Találkozhatunk nevével a Medgyaszay Színház, Modern Színház, Fővárosi Víg Színház, Kamara Varieté, Budapest Varieté, Tarka Színpad színlapjain is. Az ötvenes években a Vígszínház, a Fővárosi Operettszínház és a Blaha Lujza Színház tagja volt. 1964-ben európai turnéjáról nem tért haza, hanem Nyugaton maradt, majd az USA-ban telepedett le. Később hazatért Magyarországra. Férje Borvető János (sz. Sátoraljaújhely, 1922. október 21.) színész volt.

## Színházi szerepeiből
A Színházi adattárban regisztrált bemutatóinak száma: 29; ugyanitt tizenegy színházi felvételen is látható.
- Csicsónénak három lánya (Sári)[7]
- A családban marad (Henriette - bemutató: 1961.03.02)
- Nyitott Ablak (Erzsi - 1948. 06. 25.)
- Most jelent meg (Török Erzsi - 1952. 05. 16.)
- Bástyasétány 77. (Bözsi - 1958. 04. 11.)
- Narancshéj (Klári - 1959. 01.30)
- Nebáncsvirág (Marianne - 1959. 09. 25)
- Játszunk valami mást...! (A szubrett - 1960. 11. 19.)
- Űrmacska (Eia -  1961.03.02)
- Nem fog fájni (Konferanszié - 1962. 02. 14.)
- Humor olimpia (bemutató: 1963.09.06)
- A függöny felhördül[8]

## Filmjei
- Táncmúzeum  (1944)
- Egy pofon, egy csók  (1944)
- Mese a 12 találatról  (1956)
- Láz  (1957)
- Gerolsteini kaland  (1957)
- Vasvirág  (1958)
- Miért rosszak a magyar filmek?  (1964)